# Race de chats
Pour les articles homonymes, voir Race.

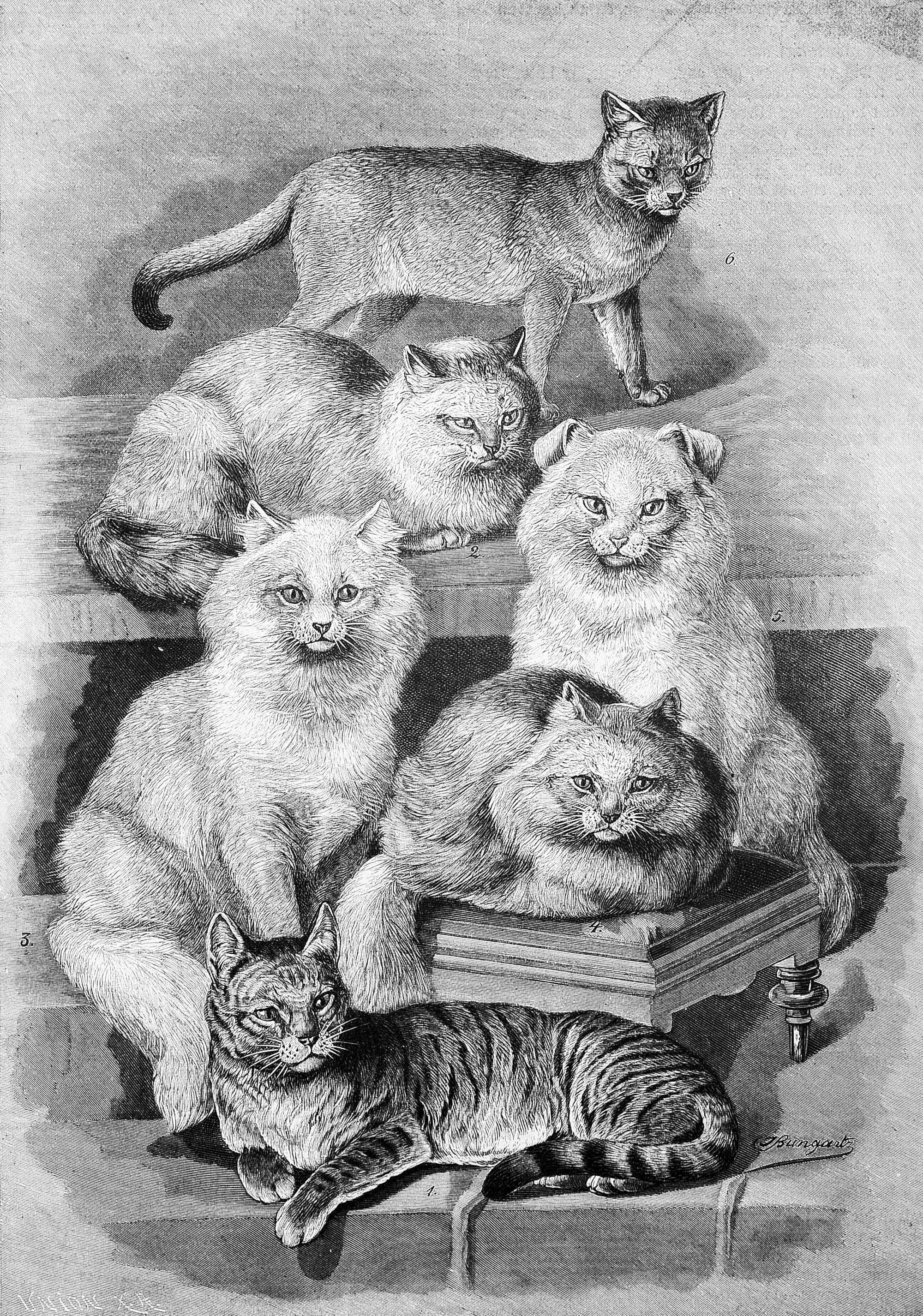
Quelques races de chat en 1897.

Tous les chats font partie du genre Felis Linnaeus, 1758. La plupart sont des Felis silvestris catus ou chats domestiques, parmi lesquels on distingue de multiples races. Chaque race est décrite dans des standards établis par les différentes associations félines. Il existe aussi de nombreux autres chats dans le monde qui ne sont pas des races mais des espèces biologiques à part entière.
Une race de chat rassemble des sujets aux conformations physiques identiques et dont les origines, parfois très lointaines, sont communes et connues. Une race de chat peut être naturelle, comme le siamois, ou bien créée par l'homme en croisant différents chats ensemble afin d'obtenir le physique désiré, comme le ragdoll. Il peut aussi s'agir de races hybrides obtenues en croisant des chats sauvages et des chats domestiques, comme avec le bengal.

## Historique

Au XVIIIe siècle, Linné introduit les quatre premières races de chat.
Ici, illustrations de l’Histoire naturelle de Buffon, contemporain à Linné.

Le premier inventaire de race de chat est effectué par le naturaliste suédois Linné au XVIIIe siècle dans son Systema Naturae, il y distingue quatre grandes races félines : le chat domestique (Catus domesticus), le chat d'Espagne (Catus hispanicus), le Chat des Chartreux (Catus coeruleus) et le chat d'Angora (Catus angorensis). Buffon, contemporain de Linné, compte six races dans l’Histoire naturelle : « le Chat sauvage, le Chat domestique qui a les lèvres et la plante des pieds noires, le Chat domestique qui a les lèvres vermeilles, le Chat domestique appelé chat d’Espagne, le Chat domestique connu sous le nom de Chat des Chartreux, et le Chat domestique venu d’Angora. »
Cette classification restera jusqu'au milieu du XIXe siècle, où la félinotechnie moderne, en Angleterre, va modifier cet ordre. Le Traité de zootechnie spéciale. Les petits mammifères de la basse-cour de Charles Cornevin publié en 1897 ajoute à la liste une race de chat chinois aux oreilles tombantes, qui devait ressembler au scottish fold, mais qui a disparu aujourd'hui, et deux races sans queue dont la description correspond à l'actuel bobtail japonais et au manx.
La race espagnole disparaît au début du XXe siècle, et est rattachée au chat domestique. Mais les races persan et abyssin sont ajoutées. Le nombre de races va alors jusqu'à maintenant ne plus arrêter d'augmenter car on est passé de 8 races en 1900, 25 à 30 en 1989, puis aux alentours d'une centaine aujourd'hui.
Les expositions et les concours ont joué un rôle important dans le développement des races. La première exposition féline se tint à Winchester en Angleterre, en 1598, pour la Saint Gilles , cependant, la première exposition moderne féline fut organisée au Crystal Palace de Londres en 1871 par Harrison Weir. Plus de 170 chats y étaient réunis, répartis dans les catégories British Shorthair et Persan. Cette exposition marque le début de la définition des standards des races. En France, la première exposition fut organisée par le Cat Club en 1925.
Aux États-Unis ce fut celle du Madison Square Garden à New York en 1898 qui rendit populaire les expositions, et les fit se répandre en Australie, au Canada, en Nouvelle-Zélande, en Afrique du Sud, au Japon et en Europe. Les expositions furent interrompues pendant la Seconde Guerre mondiale mais reprirent progressivement, pour finalement se multiplier et se démocratiser.
Ces expositions sont organisées par les fédérations dont une des plus anciennes est la britannique GCCF fondée en 1910 par la fusion du National Cat Club et du Cat Club. Aux États-Unis, c'est la Cat Fancier Association, qui fut fondée en 1899. En Europe continentale, c'est la fédération internationale féline qui est la plus importante, fondée en 1949 à l'initiative du Cat club de Paris, elle regroupe la majeure partie des pays de l'Europe continentale.

## Chat de race
Pour qu'un chat soit reconnu comme étant un chat de race il doit avoir un pedigree. Un chaton né de deux parents de race ne sera pas reconnu comme un chat de race s'il n'a pas de pedigree. On dira alors que c'est un chat "de type" (par exemple un chat de type siamois) ou "d'apparence" (par exemple un chat d'apparence mau egyptien).
Chaque pays possède un ou plusieurs organes s'occupant de l'émission des pedigrees. En France, cet organe s'appelle le LOOF, aux États-Unis, plusieurs grandes associations se partagent cette mission, il s'agit entre autres de la TICA, de la CFA et de l'ACFA. Il existe également des associations internationales comme la FIFé.
Ainsi un chat né en France ne peut être considéré comme « chat de race » depuis la loi du 6 janvier 1999 que s'il possède un pedigree émis par un Livre des Origines habilité par le Ministère de l'agriculture à tenir une généalogie officielle (actuellement, seul le LOOF possède cette autorisation), que ses parents soient nés en France ou non.
Pour qu'un chat né à l'étranger soit considéré en France comme "de race", il est nécessaire que son pedigree soit édité par un organisme reconnu par un Livre des Origines français officiel.
Comme les races et les croisements autorisés dans les différentes races peuvent différer d'un Livre d'Origine à l'autre, un chat d'origine étrangère peut n'être reconnu que dans un registre spécifique du Livre d'Origine, le Registre Expérimental (RIEX).
Un chat d'apparence peut être reconnu comme chat de race. Dans ce cas, il est inscrit dans un registre spécifique du Livre d'Origine, le Registre d'Apparence (RIA)
Les descendants d'un chat inscrit au RIA ou au RIEX sont inscrits au même registre pendant 3 générations avant d'être considérés comme chats de race à part entière.

## Gestion des races

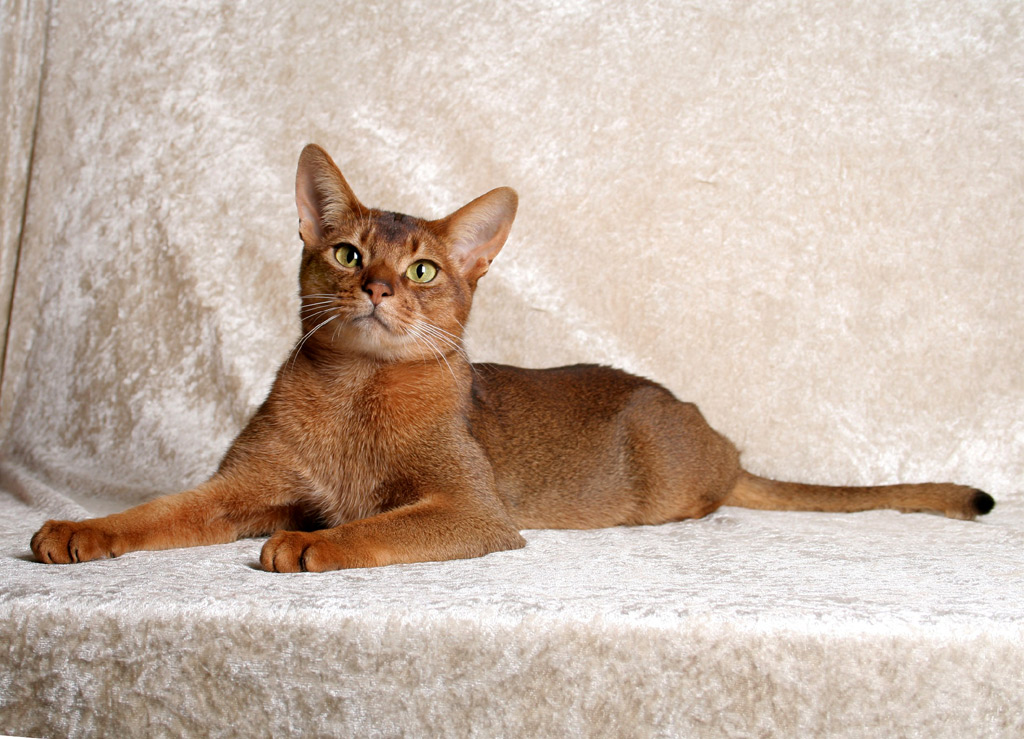
Race abyssine
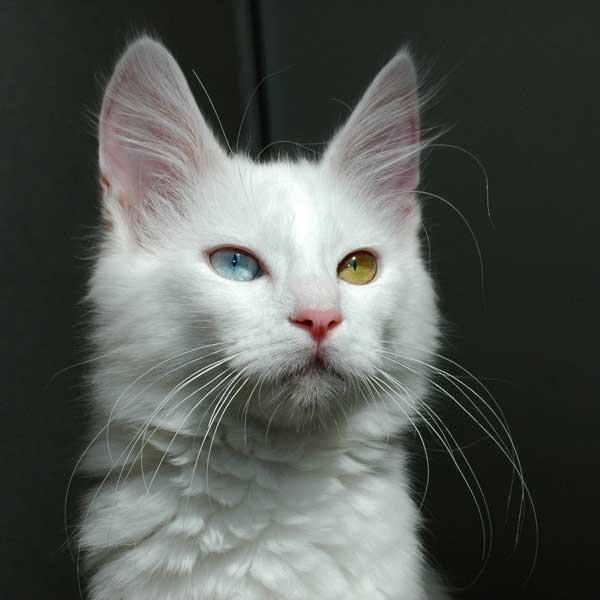
Race « Angora » aux yeux vairons
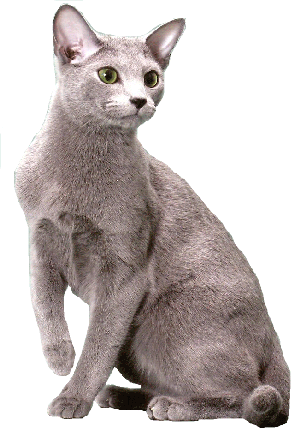
Race bleue russe
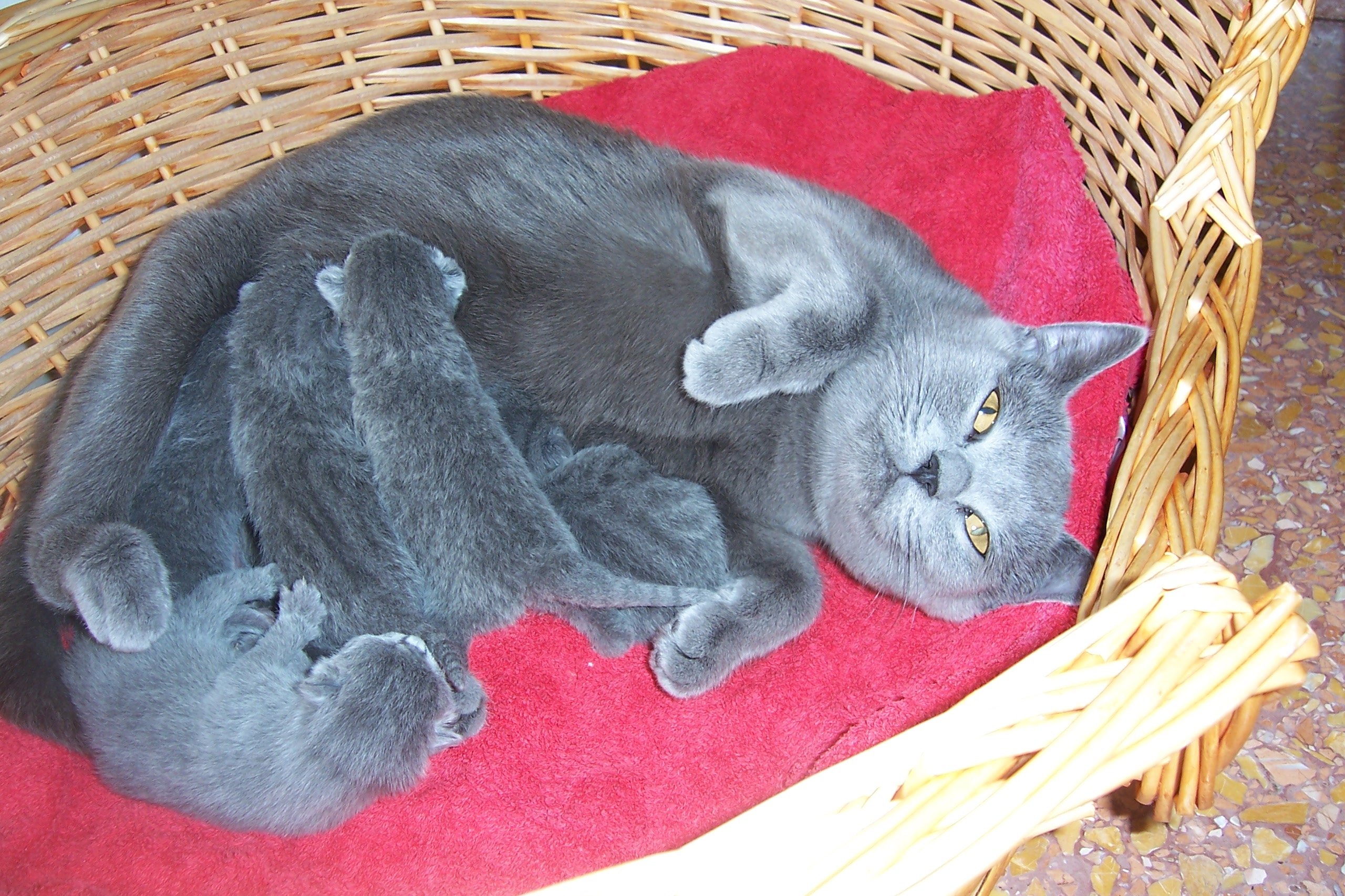
Race chartreuse
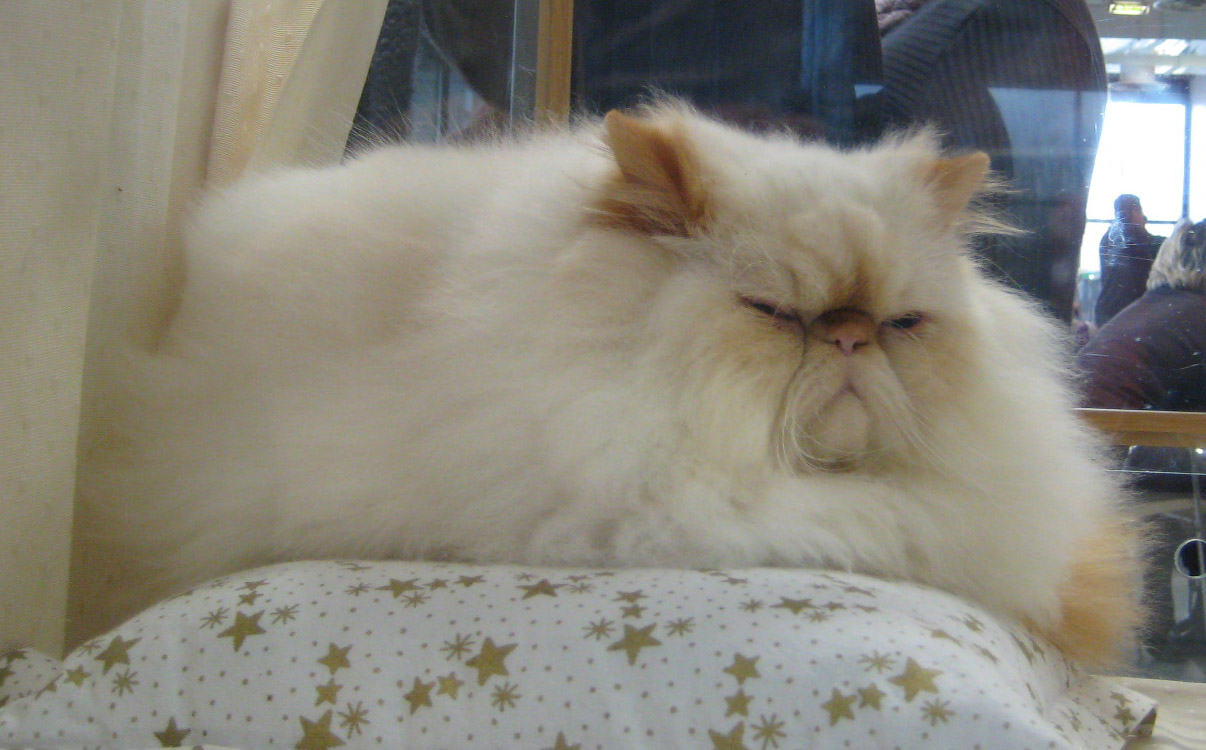
Race persane
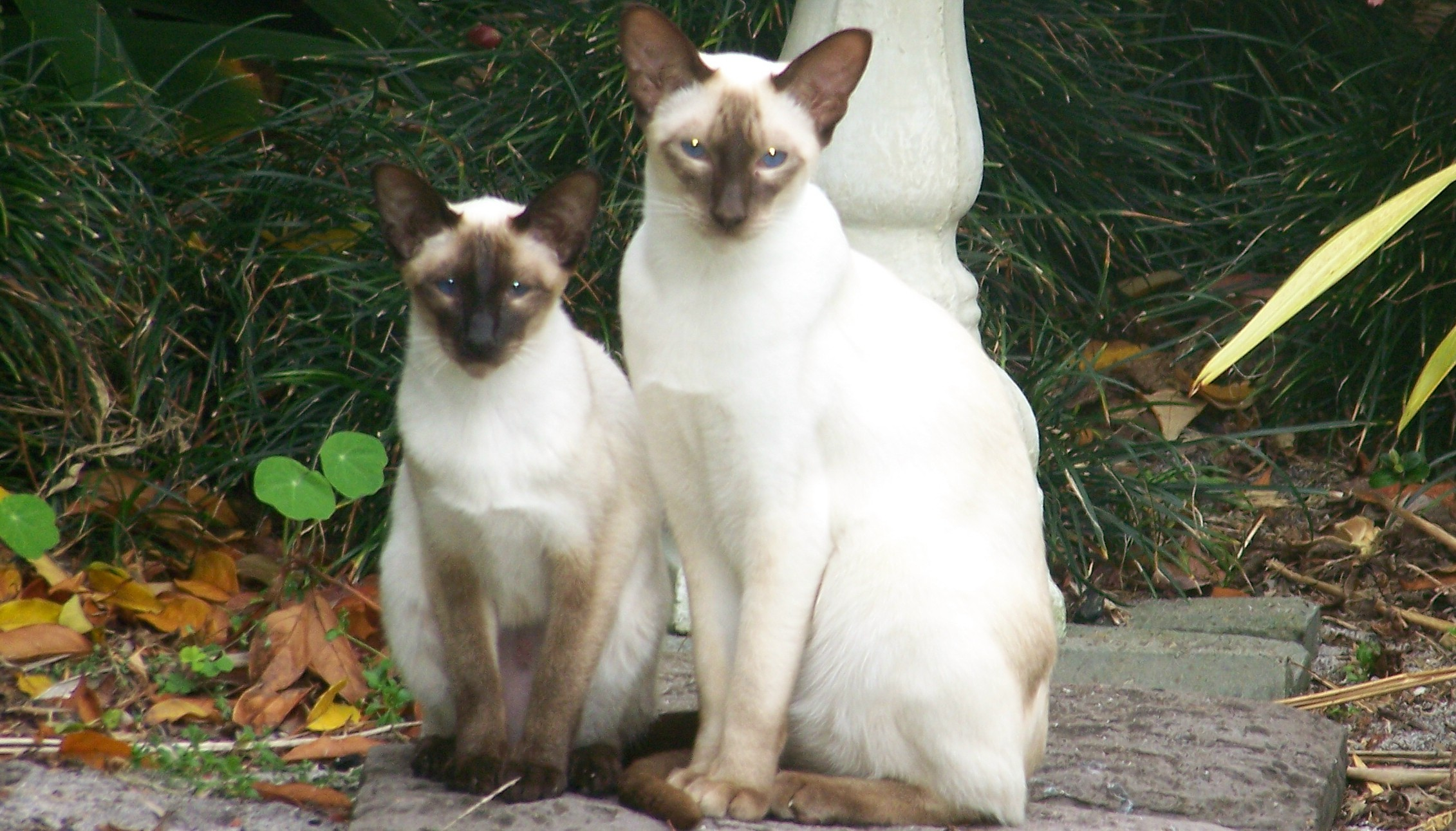
Race siamoise
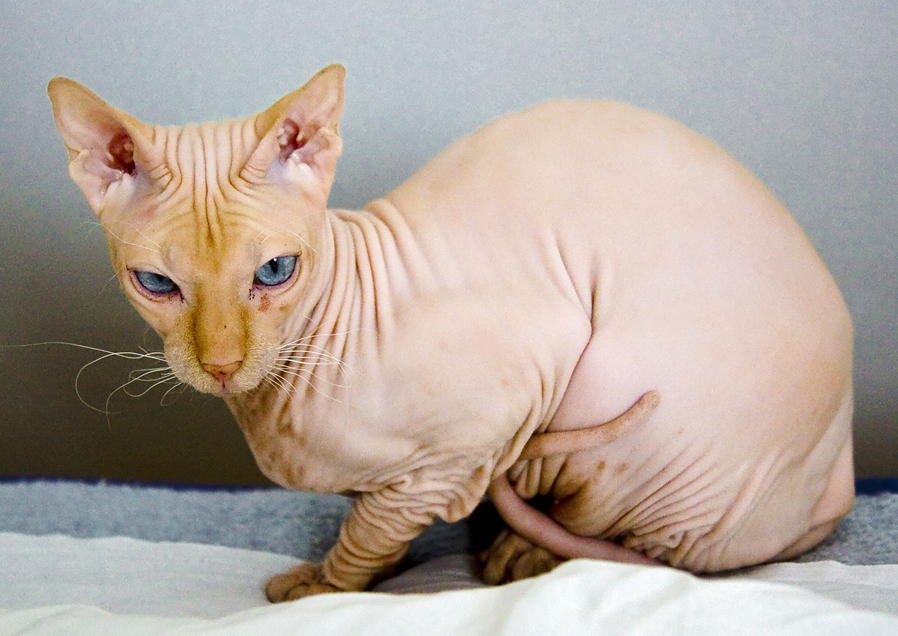
Race « sphynx »

Chaque association féline de gestion d'un livre des origines est libre de reconnaître une race ou pas. Par exemple, le LOOF reconnaît une soixantaine de races, tandis que la FIFé n'en reconnaît que quarante.
Chaque association regroupe les races selon son propre système. Certains par longueur de poils (courts, mi-longs et longs), par morphologie, souvent une catégorie spéciale est réservées aux chats de type orientaux.
Les associations félines de différents pays peuvent également avoir des standards différents pour la même race, bien que dans les grandes lignes la description physique corresponde. 
Par exemple, un maine coon américain tout à fait conforme pouvait être disqualifié en France s'il etait polydactyle. Cette particularité physique était reconnue aux États-Unis mais en France, elle était considérée comme un défaut grave.

### Créer une race
Pour qu'une nouvelle race se crée, il faut une modification substantielle du phénotype, par rapport aux races déjà existantes. Cette modification peut être obtenue en croisant deux races différentes ensemble ou alors lorsque l'éleveur rencontre un chat de gouttière particulier (caractère, robe, etc.). Il cherchera alors des sujets semblables afin de les accoupler pour que les chatons gardent ces caractéristiques. Un travail important consiste ensuite à stabiliser ces traits particuliers au fil des générations, à éviter la transmission de maladies génétiques ou une consanguinité trop importante ainsi que l'apparition de tares.

#### Reconnaissance de la race
Pour reconnaître une nouvelle race, chaque association utilise un système plus ou moins semblable, avec des phases plus ou moins longues et détaillées.
D'une manière générale, la race est d'abord mise en observation. Les critères physiques ne sont pas encore fixés, la race évolue plus ou moins rapidement et le nombre de sujets augmente. À ce stade, ces chats ne peuvent pas participer aux expositions autrement que comme chats de maison.
Lorsque l'évolution de la race s'est stabilisée et que plusieurs générations de chats ont été observées, les associations lui donnent le titre de "nouvelle race". Cela permet aux chats d'être exposés mais ils ne peuvent pas concourir pour l'obtention de titres. Un standard est écrit afin de guider les éleveurs dans leurs sélections de reproducteurs et d'autoriser ou non les mariages avec d'autres races. On ouvre également le studbook, ou registre d'élevage, qui permet d'enregistrer les chats et de leur attribuer les pedigrees.
Lorsque la race a fait ses preuves, elle est totalement acceptée et peut participer aux championnats organisés par les associations qui la reconnaissent. 
Par exemple il y a plus de 60 races reconnues en France par le LOOF : Abyssin, American bobtail, American curl, American shorthair, American wirehair, Angora turc, Asian, Balinais, Bengal, Bleu russe, Bobtail Japonais, Bombay, British Longhair, British Shorthair, Burmese, Californian rex, Californian Spangled, Ceylan, Chartreux, Chausie, Cornish rex, Cymric, Devon Rex, Donskoy, Européen, Exotic Shorthair, German Rex, Havana Brown, Highland Fold, Korat, Kurilian bobtail, LaPerm, Lykoi, Maine Coon, Mandarin, Manx, Mau Égyptien, Munchkin, Nebelung, Norvégien, Ocicat, Ojos Azules, Oriental, Persan, Peterbald, Pixie-bob, Ragdoll, Sacré de Birmanie, Savannah, Serengeti, Scottish Fold, Selkirk Rex, Siamois, Sibérien, Singapura, Snowshoe, Sokoké, Somali, Sphynx, Thaï, Tiffany, Tonkinois, Turc de Van, York Chocolat. 
Ce n'est pas pour autant que les critères de la race sont figés. Des races telles que le siamois ont connu une forte évolution de leur physique au cours des siècles et dans des cas pareils, les associations modifient les standards.

### Maintenir une race
Afin de maintenir une race, les éleveurs sont guidés par le standard et par la connaissance de l'arbre généalogique de leurs reproducteurs. Le premier aide dans la sélection des chats qui seront reproduits. L'éleveur peut ainsi choisir ceux ayant le meilleur type ou ne souffrant pas des défauts indiqué dans ce standard. Le second permet d'éviter une trop grande consanguinité.

## Vente de chats de race
Un chat de race s'achète auprès d'un éleveur. Cet éleveur doit avoir son affixe (nom de la chatterie) enregistrée auprès d'une association féline. En France, si l'éleveur vend plus d'une portée par an, il doit également obtenir un certificat de capacité auprès de la Direction des Services Vétérinaires après cours et examens et avoir un numéro de Siret.
Le prix d'un chat de race est avant tout fixé en fonction des frais des éleveurs. La rareté de la race, d'une couleur ou les conformations du chat au standard augmentent également le prix de vente.
Les chatons de race sont généralement vendus soit pour la compagnie (chaton n'étant pas tout à fait conforme au standard, défauts de couleurs, taches mal placées, etc.) et ne devraient alors pas être reproduits, tandis que les chatons tout à fait conformes et bien typés sont vendus comme chats reproducteurs et coûtent plus cher. Certains chats conformes au standard mais qui ne sont pas achetés dans un but de reproduction sont vendus dans le but de faire des expositions. Leur prix se situe entre celui du chat de compagnie et celui de reproduction.